# مبنى بيتسفيلد
مبنى بيتسفيلد، هو ناطحة سحاب مكون من 38 طابق يقع في 55 أي شارع واشنطن في المنطقة المجتمعة حلقة ويقع في شيكاغو،إلينوي،الولايات المتحدة الذي كان أطول مبنى في المدينة عند انتهاءه اعتبر المبنى كمعلما في 6 نوفمبر 2002

## الهندسة المعمارية
صممه غراهام، أندرسون، بروبست والأبيض، وهيكل يجمع بين الفن ديكو والقوطية بالتفصيل، مع الامتثال لل مرسوم 1923 تقسيم المناطق التي كلفت ناطحات السحاب النكسات 
المناطق الداخلية من مبنى يضم الأذين من خمسة طوابق، واصطف بواسطة الشرفات والمحلات التجارية، وهذا هو مفصل مع الرخام متوهجة، وميض النحاس والاسبانية والمنحوتات الطراز القوطي .

## اليوم
وقد اكتسب مذبح المجموعة، مطور العقارات المستندة إلينوي سوكي، الثالث عشر من خلال الأرضيات الحادية والعشرين من المبنى مع وجود خطط لتحويل سكن بتكلفة قدرها 23 مليون $ (حوالي 173 $ للقدم المربع الواحد ) . انها ستمول تكاليف التجديد مليون $ 45 بقرض مليون 36 $ من البنك أولا ودخلت عقود الإيجار مع جامعة روزفلت وجامعة روبرت موريس ( إلينوي ) ل 350 من المخطط 450 سريرا. تواصل مورغان ريد المجموعة الذي حاز على المبنى بأكمله مقابل 15 مليون $ في عام 2000 لامتلاك الأجزاء المتبقية من المبنى. يستخدم المبنى معظمهم من الأطباء وأطباء الأسنان والمجوهرات والطلاب سوف يكون لها دخول منفصل في إطار خطط

## انظر ايضاً
- قائمة أطول المباني في شيكاغو
- قائمة أطول المباني في مدينة نيويورك
- مبنى إمباير ستيت

## الملاحظات
1. 1 2 3  "Pittsfield Building". City of Chicago Department of Planning and Development, Landmarks Division. 2003. مؤرشف من الأصل في 2009-03-07. اطلع عليه بتاريخ 2007-08-04.
2. 1 2  Kamin, Blair (28 فبراير 2006). "The list gets longer on shortcuts". Chicago Tribune. مؤرشف من الأصل في 2020-03-10. اطلع عليه بتاريخ 2007-08-05.
3. ↑  "Pittsfield Building". Emporis. مؤرشف من الأصل في 2007-09-30. اطلع عليه بتاريخ 2007-08-04.
4. ↑  Gallun, Alby, "Pittsfield to get college dormitory," Crain's Chicago Business, p. 16, January 28, 2008.

[[تصنيف::ناطحات سحاب في شيكاغو بإلينوي]]